# Melrose (Escocia)
Melrose es una localidad situada en el concejo de Scottish Borders, en Escocia (Reino Unido), con una población estimada a mediados de 2016 de 2510 habitantes.
Se encuentra ubicada al sureste de Escocia, cerca de la costa del mar del Norte y de la frontera con Inglaterra.

## Hermanamientos
- Teba (España)[2]